# Igarbiuén
Igarbiuén (en árabe: اغربيون‎, en francés: Irherbiouène) es una localidad marroquí perteneciente al municipio de Dar el Quebdani, en la región Oriental. Desde 1912 hasta 1956 perteneció a la zona norte del Protectorado español de Marruecos.